# Formatge edam
L'edam o edamer o formatge de bola és un formatge de pasta premsada no cuita a base de llet de vaca, elaborat a la ciutat d'Edam, a la província d'Holanda del Nord (Països Baixos).
N'és una característica la parafina de color vermell amb la que es recobreix. L'edam es ven tradicionalment en esferes de punta plana amb un interior de color groc pàl·lid. El formatge envelleix i viatja bé, i no s'espatlla; només s'endureix. Aquestes qualitats (entre d'altres) el van convertir en el formatge més popular del món entre els segles XIV i XVIII, tant al mar com en colònies remotes.

## Elaboració
De coagulació enzimàtica, la quallada s'escalfa posteriorment amb l'addició d'aigua calenta.

## Descripció
És un formatge de llet de vaca amb un mínim del 40% de matèria grassa en l'extracte sec. L'edam és un formatge semidur, de forma esfèrica, lleugerament aplatada en les superfícies superior i inferior, un aspecte sec, normalment, recobert de parafina de color groguenc o vermellós. El pes està entre 1,7 i 2,5 quilograms. La pasta és de textura ferma, es talla fàcilment i de color groguenc. Té escassos ulls, distribuïts de forma irregular per l'interior del formatge, de forma més o menys rodona i grandària variable des del d'un gra d'arròs al d'un pèsol. Es recomana que el formatge edam no es consumeixi fins que tingui almenys cinc setmanes de maduració, perquè hagi aconseguit totes les seves característiques.

## Acompanyaments
El formatge edam va bé amb fruites com préssecs, melons, albercocs, cireres, peres i pomes. Igual que la majoria dels formatges, també es menja comunament amb les galetes i el pa. El Pinot gris, el Riesling semisec, vi escumós, el Chardonnay i el Syrah són alguns vins recomanats per acompanyar aquest formatge.